# Keetia inaequilatera
Keetia inaequilatera là một loài thực vật có hoa trong họ Thiến thảo. Loài này được (Hutch. & Dalziel) Bridson mô tả khoa học đầu tiên năm 1986.